# Teleocichla centisquama
Teleocichla centisquama är en fiskart som beskrevs av Jansen A.S. Zuanon och Sazima 2002. Teleocichla centisquama ingår i släktet Teleocichla och familjen Cichlidae. IUCN kategoriserar arten globalt som otillräckligt studerad. Inga underarter finns listade i Catalogue of Life.